# 진대덕
진대덕(陳大德, ?~?)은 당나라의 관료이다. 병부직방낭중을 지냈으며, 사신으로 고구려로 가서 고구려의 정보수집을 한 후 당나라로 돌아왔다.

## 참고 자료
- 《元和姓纂》
- 《资治通鉴》